# Česká šachová extraliga 2007/2008
Česká šachová extraliga 2007/08 byla nejvyšší šachovou soutěží v sezoně 2007/08 v Česku. Zúčastnilo se 12 družstev, přičemž nováčci byli TJ Bohemians Praha, kteří se vrátili po pěti sezónách v nižších soutěžích a Tatran Litovel, který strávil čtyři sezóny v 1. lize.
Družstva byla rozdělena do dvojic podle geografické blízkosti a sezóna byla odehrána formou dvoukol v sobotu a v neděli, kdy vždy tři dvojice tedy 6 družstev hrálo toto dvoukolo doma a šest venku. Navíc bylo mezi druhé a třetí dvoukolo vloženo nedělní kolo, ve kterém se vzájemně střetla družstva z jednotlivých dvojic. Hracími dny byly 17./18. listopad 2007, 1./2. prosinec 2007, 13. leden 2008, 2./3. únor 2008, 1./2. března 2008, 12./13. dubna 2009.
Svého prvního vítězství vítězství dosáhl tým 1. Novoborský ŠK před druhým ŠK Mahrla Praha. Na 3. místo dosáhl tým BŠŠ Frýdek-Místek. Z extraligy sestoupili nováček Tatran Litovel a po devíti sezónách tradiční účastník Sokol Plzeň I.

## Konečná tabulka
| Poř. | Tým                      | Z  | V | R | P  | BZ | BP   | VP |
| ---- | ------------------------ | -- | - | - | -- | -- | ---- | -- |
| 1.   | 1. Novoborský ŠK (EP)    | 11 | 9 | 2 | 0  | 29 | 57,0 | 34 |
| 2.   | ŠK Mahrla Praha          | 11 | 7 | 4 | 0  | 25 | 52,0 | 33 |
| 3.   | BŠŠ Frýdek-Místek        | 11 | 7 | 1 | 3  | 22 | 51,0 | 31 |
| 4.   | RC Sport Pardubice       | 11 | 6 | 2 | 3  | 20 | 51,5 | 31 |
| 5.   | A64 VALOZ Grygov         | 11 | 6 | 1 | 4  | 19 | 45,5 | 26 |
| 6.   | ŠK Zikuda Turnov         | 11 | 5 | 3 | 3  | 18 | 46,0 | 26 |
| 7.   | ŠK Zlín                  | 11 | 5 | 1 | 5  | 16 | 42,5 | 23 |
| 8.   | Labortech-Geofin Ostrava | 11 | 4 | 3 | 4  | 15 | 44,0 | 20 |
| 9.   | TJ Bohemians Praha (N)   | 11 | 2 | 3 | 6  | 9  | 38,5 | 17 |
| 10.  | TŽ Třinec                | 11 | 1 | 3 | 7  | 6  | 37,0 | 21 |
| 11.  | Tatran Litovel (N)       | 11 | 1 | 2 | 8  | 5  | 38,0 | 17 |
| 12.  | Sokol Plzeň I            | 11 | 0 | 1 | 10 | 1  | 25,0 | 10 |